# Uranophora borealis
Uranophora borealis là một loài bướm đêm thuộc phân họ Arctiinae, họ Erebidae.